# The Complete Jack Johnson Sessions
The Complete Jack Johnson Sessions è un box set di 5 dischi di registrazioni musicali del compositore e trombettista jazz Miles Davis, queste sessioni sono state registrate nel 1970 per formare l'album colonna sonora A Tribute to Jack Johnson, inserita nel documentario dedicato al pugile campione del mondo Jack Johnson.
Il box raggiunse la quarta posizione nella classifica Jazz Albums statunitense.

## Lista tracce
Disco uno (75:10)
- Tracce 1-4 registrate il 18 febbraio, 1970 Columbia Studio B, New York, NY
- Tracce 5-9 registrate il 27 febbraio, 1970 Columbia Studio B, New York, NY
- Traccia 10 registrata il 3 marzo, 1970 Columbia Studio B, New York, NY

1. Willie Nelson (Take 2)** – 6:41
2. Willie Nelson (Take 3)* – 10:21
3. Willie Nelson (Insert 1)** – 6:33
4. Willie Nelson (Insert 2)** – 5:22
5. Willie Nelson (Remake Take 1)* – 10:45
6. Willie Nelson (Remake Take 2) – 10:17
7. Johnny Bratton (Take 4)* – 8:18
8. Johnny Bratton (Insert 1)* – 6:39
9. Johnny Bratton (Insert 2)* – 5:20
10. Archie Moore* – 4:45

Disco due (68:19)
- Tracce 1-5 registrate il 3 marzo, 1970 Columbia Studio B, New York, NY
- Tracce 6-7 registrate il 17 marzo, 1970 Columbia Studio C, New York, NY
- Traccia 8 registrata 20 marzo, 1970 Columbia Studio B, New York, NY

1. Go Ahead John (Part One)** – 13:07
2. Go Ahead John (Part Two A)** – 7:00
3. Go Ahead John (Part Two B)** – 10:06
4. Go Ahead John (Part Two C)** – 3:38
5. Go Ahead John (Part One Remake)** – 11:04
6. Duran (Take 4)* – 5:37
7. Duran (Take 6) – 11:20
8. Sugar Ray* – 6:16

Disco tre (77:48)
- Tracce 1-6 registrate il 7 aprile, 1970 Columbia Studio B, New York, NY
- Tracce 7-8 registrate il 19 maggio, 1970 Columbia Studio C, New York, NY

1. Right Off (Take 10) – 11:09
2. Right Off (Take 10A)** – 4:33
3. Right Off (Take 11)** – 5:58
4. Right Off (Take 12)** – 8:49
5. Yesternow (Take 16)* – 9:49
6. Yesternow (New Take 4)** – 16:02
7. Honky Tonk (Take 2)** – 10:04
8. Honky Tonk (Take 5)* – 11:29

Disco quattro (71:14)
- Tracce 1-2 registrate il 19 maggio, 1970 Columbia Studio C, New York, NY
- Traccia 3 registrata 21 maggio, 1970 Columbia Studio C, New York, NY
- Tracce 6-10 registrate 3 giugno, 1970 Columbia Studio C, New York, NY
- Tracce 11-12 registrate 4 giugno, 1970 Columbia Studio C, New York, NY

1. Ali (Take 3)* – 6:50
2. Ali (Take 4)* – 10:16
3. Konda** – 16:29
4. Nem Um Talvez (Take 17)* – 2:50
5. Nem Um Talvez (Take 19)* – 2:54
6. Little High People (Take 7)* – 6:52
7. Little High People (Take 8)* – 9:28
8. Nem Um Talvez (Take 3)* – 4:36
9. Nem Um Talvez (Take 4A) – 2:04
10. Selim (Take 4B) – 2:15
11. Little Church (Take 7)* – 3:18
12. Little Church (Take 10) – 3:15

Disco cinque (76:04)
- Tracce 1-2 registrate 4 giugno, 1970 Columbia Studio C, New York, NY
- Traccia 3 registrata 7 aprile, 1970 Columbia Studio B, New York, NY
  - Include un piccolo frammento di assolo di tromba del 18 o 19 novembre, 1969
- Traccia 4 registrata 7 aprile, 1970 Columbia Studio B, New York, NY (Yesternow) + 18 febbraio, 1970 Columbia Studio B, New York, NY ("Willie Nelson" uncredited)
  - Include un piccolo frammento del novembre 1969: assolo di tromba solo e basso con successive sovraincisioni
  - Include un piccolo frammento di "Shhh/Peaceful" registrato 18 febbraio, 1969
  - Include un piccolo frammento del novembre 1969: l'assolo di tromba con le successive sovraincisioni: orchestra condotta da Teo Macero e narrazione ad opera di Brock Peters

1. The Mask (Part One)* – 7:47
2. The Mask (Part Two)* – 15:45
3. Right Off – 26:54
4. Yesternow – 25:36

Tutte le composizioni sono di  Miles Davis eccetto Disco quattro, tracce 4 fino 12 di Hermeto Pascoal.
(*) Precedentemente inedite
(**) Precedentemente inedite in versione integrale

## Formazione
- Miles Davis - tromba
- Bennie Maupin - clarinetto basso
- Steve Grossman - sax soprano
- Wayne Shorter - sax soprano
- Chick Corea - piano elettrico, organo elettrico, piano elettrico con Ring modulator
- Herbie Hancock - organo elettrico, piano elettrico
- Keith Jarrett - piano elettrico, piano elettrico con Wah Wah
- Sonny Sharrock - chitarra elettrica, Echoplex
- John McLaughlin - chitarra elettrica
- Dave Holland - basso elettrico, basso
- Michael Henderson - basso elettrico
- Gene Perla - basso elettrico
- Ron Carter - basso
- Jack DeJohnette - batteria
- Billy Cobham - batteria
- Lenny White - batteria
- Airto Moreira - percussioni, Berimbau, Cuíca
- Hermeto Pascoal - voce, batteria